# Calepódio de Roma
Calepodio era o nome de um bispo do século IV de Nápoles .
São Calepódio (f. 232 d.C.) foi um padre que foi morto durante as perseguições aos cristãos pelo imperador romano Alexandre Severo. Uma das catacumbas de Roma, o catacumba de Calepódio, na Via Aurélia, recebeu o nome dele.

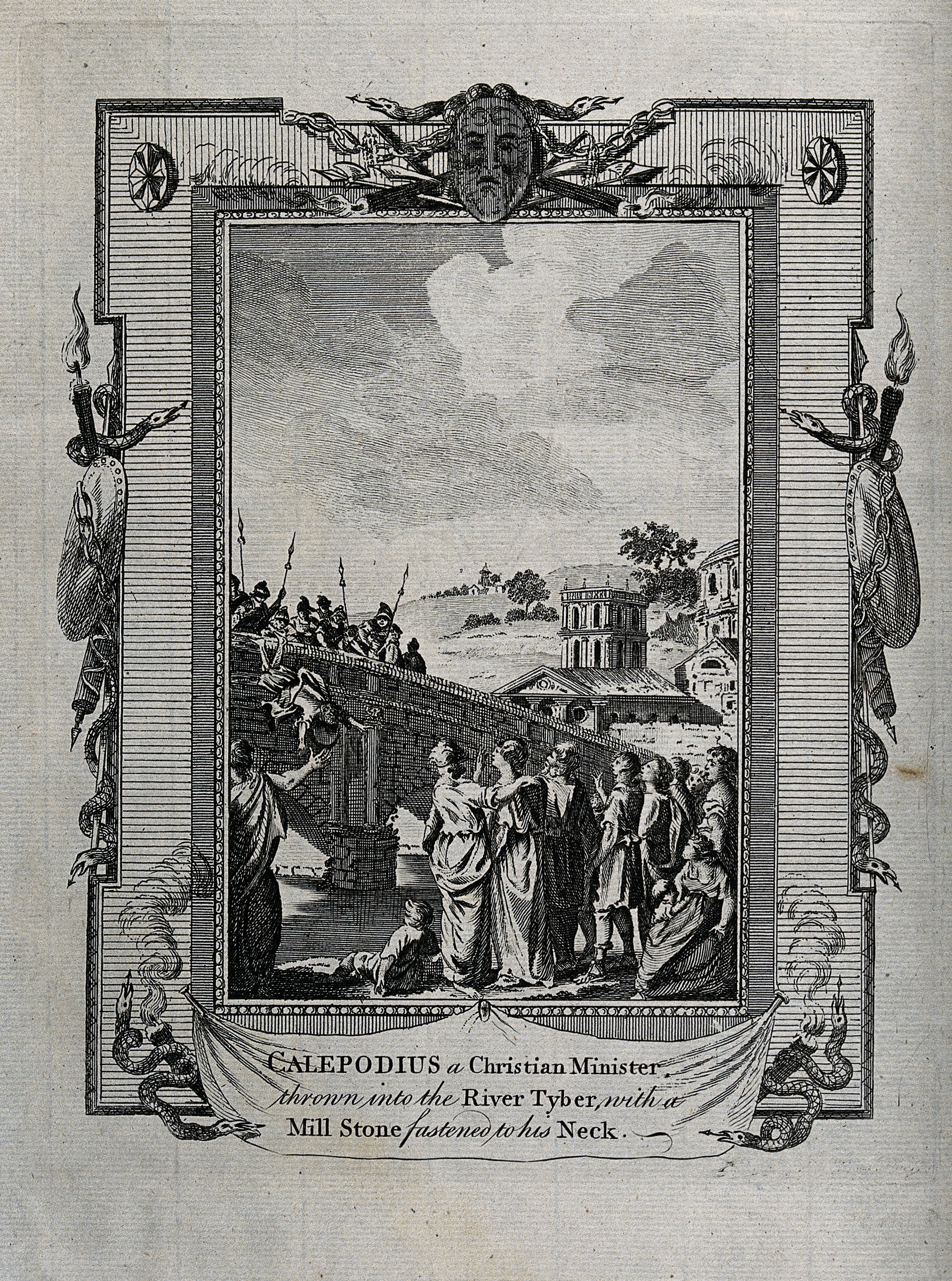
Martírio de Calepódio

Sua Hagiografia lembra que ele foi torturado e depois jogado no rio Tibre com uma pedra de moinho amarrada no pescoço.

## Veneração
Suas relíquias, juntamente com as de São Calisto I e São Cornélio, foram traduzidas no século X para a Igreja de Santa Maria em Trastevere (Santa Maria além do Tibre) e depositadas sob o altar-mor. Algumas relíquias dos três santos foram transladadas para Fulda e Cysoing, e algumas das relíquias de Calisto também foram transaladadas para Notre-Dame de Reims. No entanto, algumas das relíquias de Calisto ainda são mantidas com as de Calepódio em Santa Maria em Trastevere.
São Calisto é venerado em 10 de maio com os santos Palmácio, Simplício, Félix, Blanda e companheiros. Palácio era de categoria consular e morreu com sua esposa, filhos e família. Simplício era um senador que morreu com sessenta e cinco membros de sua família e agregado familiar. Félix e Blanda eram marido e mulher.